# Orgulho e Paixão
Orgulho e Paixão é uma telenovela brasileira produzida e exibida pela TV Globo de 20 de março a 24 de setembro de 2018, em 162 capítulos. Substituindo Tempo de Amar e sendo substituída por Espelho da Vida, foi a 91ª "novela das seis" exibida pela emissora. 
Teve autoria de Marcos Bernstein, foi livremente inspirada nos romances Razão e Sensibilidade (1811), Orgulho e Preconceito (1813), Mansfield Park (1814), Emma (1815), A Abadia de Northanger (1818) e Lady Susan (1871) da escritora inglesa Jane Austen. Escrita com colaboração de Victor Atherino, Juliana Peres, Giovana Moraes e Flávia Bessone, teve direção de Alexandre Klemperer, João Paulo Jabur, Bia Coelho e Hugo de Sousa. A direção geral e artística foi de Fred Mayrink.
Contou com Nathalia Dill, Thiago Lacerda, Pâmela Tomé, Maurício Destri, Vera Holtz,  Anajú Dorigon, Chandelly Braz, Bruna Griphao, Agatha Moreira, Rodrigo Simas, Gabriela Duarte, Marcelo Faria, Alessandra Negrini e Natália do Vale.

## Enredo
Ambientada em 1910, início do século XX, a trama se passa no fictício Vale do Café e conta a história de Elisabeta Benedito (Nathalia Dill), mulher à frente do seu tempo, com sonhos e ambições completamente diferentes para uma jovem do período. Ela é incentivada pelo pai Felisberto (Tato Gabus Mendes) a realizar seus sonhos, diferente da mãe Ofélia (Vera Holtz), com quem vive às turras sobre a criação das filhas. A matriarca Benedito vê a possibilidade do casamento como a condição ideal para que as filhas se realizem pessoal e socialmente. Elisabeta vive com outras quatro irmãs, cada uma com uma personalidade diferente: Jane (Pâmela Tomé) é a mais bela; Cecília (Anaju Dorigon) é uma leitora voraz; Mariana (Chandelly Braz) é louca por aventura; Lídia (Bruna Griphao) já é mais espevitada. Elisabeta terá uma reviravolta em sua vida quando conhecer o belo e sisudo Darcy (Thiago Lacerda), com quem terá um conflito que logo se transformará numa grande paixão e os fará resignificar alguns valores e posturas assumidos por ambos até então.
Porém, não será assim tão fácil para esses dois assumirem o sentimento que os arrebatou, porque além do temperamento forte de cada um, eles ainda terão que lidar com as armadilhas da sedutora, dissimulada e ardilosa Susana (Alessandra Negrini) que vê na figura de Darcy o partido ideal para uma vida confortável e a satisfação de suas vontades. Para executar as suas tramoias, ela conta com o auxílio de Petúlia (Grace Gianoukas), sua fiel e atrapalhada escudeira a quem a vilã faz de gato e sapato.      
Susana é o braço direito de Julieta (Gabriela Duarte), uma mulher fria e amargurada que fez riqueza e se tornou bastante conhecida na região, ganhando a alcunha de Rainha do Café, tendo tido em seu único filho, o doce Camilo (Maurício Destri), a maior motivação para tocar em frente depois de ter ficado viúva e ter dado a volta por cima apesar do montante de dívidas deixadas pelo seu falecido esposo. Julieta e Darcy — além de amigos — são sócios nos negócios e, juntos, decidem mudar para o Vale do Café e iniciar uma série de empreendimentos, como a abertura de uma nova estrada de ferro e a ampliação da produção cafeeira. E é com a chegada destes novos moradores ao Vale do Café que muitas histórias e aventuras terão início envolvendo muitos outros personagens e movimentando o até então sossegado vilarejo com conflitos, paixões, intrigas e muita aventura.

## Elenco
| Intérprete            | Personagem                              |
| --------------------- | --------------------------------------- |
| Nathalia Dill         | Elisabeta Benedito                      |
| Thiago Lacerda        | Darcy Williamson                        |
| Agatha Moreira        | Ema Cavalcante Pricelli                 |
| Rodrigo Simas         | Ernesto Pricelli                        |
| Natália do Vale       | Margareth Williamson, Lady de Campos    |
| Alessandra Negrini    | Susana Adonato / Genésia Pinto          |
| Gabriela Duarte       | Julieta Bittencourt (Rainha do Café)    |
| Marcelo Faria         | Aurélio Cavalcante                      |
| Pâmela Tomé           | Jane Benedito Bittencourt               |
| Maurício Destri       | Camilo Bittencourt                      |
| Chandelly Braz        | Mariana Benedito / Mário                |
| Ary Fontoura          | Afrânio Cavalcante, Barão de Ouro Verde |
| Anajú Dorigon         | Cecília Benedito Tibúrcio               |
| Bruna Griphao         | Lídia Benedito Vasconcellos             |
| Tarcísio Meira        | Lorde Williamson                        |
| Vera Holtz            | Ofélia Benedito                         |
| Malvino Salvador      | Coronel Victor Brandão                  |
| Juliano Laham         | Luccino Pricelli                        |
| Marcos Pitombo        | Rômulo Tibúrcio                         |
| Tato Gabus Mendes     | Felisberto Benedito                     |
| Grace Gianoukas       | Petúlia do Nascimento                   |
| Christine Fernandes   | Josephine Tibúrcio                      |
| Oscar Magrini         | Almirante Salomão Tibúrcio              |
| Tammy Di Calafiori    | Fani Pricelli                           |
| Miguel Rômulo         | Soldado Randolfo Vasconcellos           |
| Ricardo Tozzi         | Xavier Vidal                            |
| Murilo Rosa           | Jorge Antunes                           |
| Joaquim Lopes         | Olegário Pinheiro                       |
| Isabella Santoni      | Charlotte Williamson                    |
| Pedro Henrique Müller | Capitão Otávio                          |
| Nando Rodrigues       | Edmundo Tibúrcio                        |
| Bruno Gissoni         | Diogo Uirapuru (Uirapuru)               |
| Letícia Persiles      | Amélia Antunes                          |
| Polly Marinho         | Tenória Pereira Cavalcante              |
| Jairo Mattos          | Gaetano Pricelli                        |
| Rosane Gofman         | Nicoletta Pricelli                      |
| Giordano Becheleni    | Virgilio Pricelli                       |
| Laila Zaid            | Ludmila Matoso de Albuquerque           |
| Sílvio Guindane       | Januário de Souza                       |
| Amauri Reis           | François                                |
| Fernando Eiras        | Dom Alfredo Villareal Martins           |
| Jorge Lucas           | Venâncio Castro                         |
| Jacqueline Sato       | Mariko                                  |
| Thiago Justino        | Dr. Jonatas                             |
| Márcio Vito           | Delegado Kléber                         |
| Tony Correia          | Manoel                                  |
| Emmilio Moreira       | Vicente Almeida                         |
| JP Rufino             | Trajano Pereira Cavalcante (Estilingue) |
| Theo de Almeida Lopes | Tadeu                                   |

### Participações especiais
| Intérprete            | Personagem                |
| --------------------- | ------------------------- |
| Bruna Spínola         | Briana Williamson         |
| Fábio Villa Verde     | Lobato                    |
| Carlos Bonow          | Fausto                    |
| Henri Pagnoncelli     | Juiz Deodato              |
| Regina Sampaio        | Dolores                   |
| Jaime Leibovitch      | Dr. Alencar da Torrefação |
| Gláucio Gomes         | Nestor                    |
| Silvio Matos          | Antônio Amaral            |
| Vera Lúcia Monteiro   | Elvira Amaral             |
| Luana Xavier          | Mercedes                  |
| Daniela Carvalho      | Carolina                  |
| Giovana Echeverria    | Gabriela                  |
| Natália Curvelo       | Anastácia                 |
| Alezandra Moraes      | Madame Luiza              |
| Marcelo Torreão       | Francisco                 |
| Maria Lidia Costa     | Olga                      |
| Franciely Freduzeski  | Enfermeira Elisa          |
| Mariana Constantini   | Enfermeira Dalva          |
| Guilherme Miranda     | Arauto                    |
| Guilherme Miranda     | corneteiro                |
| Gustavo Novaes        | Agnaldo                   |
| Karize Brum           | Maria Isabel              |
| Leonardo José         | Geraldo                   |
| Herton Gustavo Gratto | Tião                      |
| Mônica Corazza        | Madame Yvete              |
| Well Aguiar           | Delegado Baltazar         |
| Well Aguiar           | Papageno (voz)            |
| Isio Ghelman          | Promotor de justiça       |
| Diego Picchi          | Mensageiro de Julieta     |

## Produção
Orgulho e Paixão é inspirada nos romances Razão e Sensibilidade (1811), Orgulho e Preconceito (1813), Mansfield Park (1814), Emma (1815), A Abadia de Northanger (1818) e Lady Susan (1871), da escritora inglesa Jane Austen. As primeiras cenas externas foram rodadas em Vassouras e Valença, no Rio de Janeiro, além de Ouro Preto, Carrancas, Lavras e Mariana, em Minas Gerais. As personagens de Nathália Dill, Pâmela Tomé e Bruna Griphao são inspiradas no livro "Orgulho e Preconceito", enquanto que as de Chandelly Braz e Anajú Dorigon são oriundas dos romances "Razão e Sensibilidade" e "A Abadia de Northranger", respectivamente. Agatha Moreira teve sua personagem baseada na personagem-título "Emma", ao passo que a de Tammy di Calafiori foi extraída do romance "Mansfield Park" e a de Alessandra Negrini do conto "Lady Susan". A personagem de Anajú Dorigon deveria se chamar Catarina, porém, para não coincidir com o nome da personagem de Bruna Marquezine em Deus Salve o Rei, passou a se chamar Cecília.

### Escolha do elenco
Alice Wegmann havia sido reservada para o elenco de Onde Nascem os Fortes em maio de 2017, porém em setembro, é anunciada como intérprete de Ema na trama das 18 horas. No entanto, por decisão da emissora, em outubro é deslocada de volta a supersérie, assumindo o posto de protagonista no lugar de Pâmela Tomé. Pâmela fica com o papel de Jane, até então reservado a Agatha Moreira, que assume a personagem que era de Wegmann. Carmo Dalla Vecchia foi anunciado como Xavier, porém acabou remanejado para Malhação: Vidas Brasileiras e Ricardo Tozzi assumiu o papel. Carolina Ferraz foi cogitada para interpretar Susana mas, após processar a emissora e ter seu nome vetado para futuras produções, a atriz foi substituída por Alessandra Negrini.
Marcos Pitombo fez testes para viver Giuseppe em Tempo de Amar e Constantino em Deus Salve o Rei, porém foi reprovado em ambos, ficando os personagens para Guilherme Prates e José Fidalgo, respectivamente, tendo passando em seu terceiro teste no mesmo ano para Orgulho e Paixão. Em maio, após Tarcísio Meira ter que deixar o elenco por problemas de saúde, Natália do Vale foi escalada para substituí-lo como antagonista, integrando a trama como Lady Margareth Williamson, tia perversa de Darcy. Orgulho e Paixão foi a última telenovela de Meira, que faleceu em 12 de agosto de 2021 vítima das complicações da COVID-19.

## Exibição
Orgulho e Paixão teve seus teasers revelados em 24 de fevereiro de 2018. Os seis vídeos narrados por Vera Holtz apresentam as personagens de Nathalia Dill, Agatha Moreira, Anajú Dorigon, Pâmela Tomé, Bruna Griphao e Chandelly Braz e são acompanhados do lema "em uma época cheia de regras, elas seguiam as delas". Cada vídeo apresenta um trocadilho com a função da mulher na época em que a trama é ambientada.
Inicialmente programada para estrear em 27 de março de 2018, teve a data antecipada para 20 de março. Seu segundo capítulo foi afetado pelo Apagão no Brasil em 2018, principalmente as regiões Norte e Nordeste do país. Por conta do ocorrido, foi apresentado um resumo antes da exibição do terceiro capítulo para as regiões. O mesmo ocorreu com as demais novelas exibidas no dia, exceto O Outro Lado do Paraíso.

### Classificação indicativa
Em 13 de julho de 2018 a novela passou por reclassificação do Ministério da Justiça aumentando a classificação indicativa da novela para "Não recomendado para menores de 12 anos", passando a valer a partir do capítulo do dia 13 do mesmo mês. Esta é a primeira novela a ser exibida na faixa com essa classificação. A reclassificação se deve por conta das cenas de violência e insinuação sexual. Contudo, a reclassificação não alterou o horário de exibição da novela, pois desde 2016 não há mais vinculação de horário à faixa etária.

## Recepção

### Audiência
O primeiro capítulo exibido no dia 20 de março registrou 21 pontos em São Paulo, índice considerado na média para uma estreia de novela das 18h desde 2015. Já no Rio de Janeiro registrou 26 pontos. Em seu terceiro capítulo exibido no dia 22 de março, a novela registrou 22 pontos em São Paulo e 28 pontos no Rio de Janeiro. Bate seu recorde no dia 30 de março, marcando 26 pontos.
Seu menor índice foi de 16,9 (17) pontos registrado em 7 de setembro.  O último capítulo registrou 24 pontos de média. Obteve uma média geral de 21 pontos.

### Crítica
O observatório da televisão deu uma opinião positiva a novela elogiando o autor por "partir da obra da inglesa Jane Austen para erguer sua história, mesclando elementos de diversos romances", mas "Todavia, conseguiu construir algo novo e inteligente, desprendendo-se dos romances sem desqualificá-los", Elogiou também a forma como a novela abordou a homossexualidade "A forma como o amor de Luccino e Otávio foi construída, sem estereótipos, sem apresentá-los como afeminados ou qualquer coisa do tipo, é digna de todos os elogios" e ainda diz que adorou a forma de como a novela abordou temas como feminismo e racismo dizendo que o autor abordou "Temas fortes tratados com suavidade, mas sem descompromisso".

### Prêmios e indicações
| Ano  | Prêmio                    | Categoria                | Indicação                    | Resultado | Ref.   |
| ---- | ------------------------- | ------------------------ | ---------------------------- | --------- | ------ |
| 2018 | Prêmio Extra de Televisão | Melhor Novela            | Orgulho e Paixão             | Indicado  | [ 67 ] |
| 2018 | Prêmio Extra de Televisão | Melhor Ator Coadjuvante  | Rodrigo Simas                | Indicado  | [ 67 ] |
| 2018 | Prêmio Extra de Televisão | Melhor Atriz Coadjuvante | Gabriela Duarte              | Indicado  | [ 67 ] |
| 2018 | Prêmio Extra de Televisão | Melhor Ator/Atriz Mirim  | JP Rufino                    | Indicado  | [ 67 ] |
| 2018 | Prêmio Extra de Televisão | Melhor Tema de Novela    | "Doce Companhia", Lucy Alves | Indicado  | [ 67 ] |

## Música
A trilha sonora de Orgulho e Paixão foi lançada em 20 de abril de 2018 e conta com Thiago Lacerda e Nathália Dill na capa, caracterizados como Darcy e Elisabeta.
Ficaram de fora do disco oficial da trilha sonora as faixas "Morada" (de Sandy), "Paixão" (cover de Kleiton & Kledir na voz de Ana Carolina) e "Sinônimos" (clássico da música sertaneja, cantada pela banda Scarcéus em dueto com Paula Fernandes).
| N.º            | Título                            | Artista                        | Duração |  |
| 1.             | "Doce Companhia (Dulce compañia)" | Lucy Alves                     | 3:25    |  |
| 2.             | "Estrada Branca"                  | Chitãozinho & Xororó           | 3:26    |  |
| 3.             | "Mais Bonito Não Há"              | Milton Nascimento e Tiago Iorc | 3:58    |  |
| 4.             | "Fica" (part. Matheus & Kauan)    | Anavitória                     | 3:05    |  |
| 5.             | "Lembra"                          | Luiza Possi                    | 3:37    |  |
| 6.             | "Se Você Jurar"                   | Mumuzinho                      | 3:13    |  |
| 7.             | "Dono da Razão"                   | Wilson das Neves               | 3:23    |  |
| 8.             | "Nômade"                          | Renato Godá                    | 2:50    |  |
| 9.             | "Erva Venenosa (Poison Ivy)"      | Valentina Francisco            | 3:49    |  |
| 10.            | "Te Amo Tanto"                    | Paolo e Cláudia Leitte         | 3:09    |  |
| 11.            | "Menina de Vento"                 | Zanna                          | 3:54    |  |
| 12.            | "Noites com Sol"                  | Flavio Venturini               | 3:59    |  |
| 13.            | "Mais que o Tempo"                | Taryn                          | 3:28    |  |
| Duração total: | Duração total:                    | Duração total:                 | 45:08   |  |

### Orquestrais
A trilha sonora instrumental da novela foi composta por Iuri Cunha e Rodrigo de Marsillac, sendo lançada em um álbum com 22 faixas. A capa do álbum apresenta o logotipo da novela.
1. "Uma Vez em São Paulo" - Rodrigo Marsillac
2. "Valsa da Aurora" - Iuri Cunha
3. "Dias na Relva" - Rodrigo Marsillac
4. "Red Hero" - Iuri Cunha
5. "5 Irmãos" - Iuri Cunha
6. "Valsa do Lugar" - Rodrigo Marsillac
7. "Tem Xote no Minueto" - Rodrigo Marsillac
8. "Laços de Ternura" - Iuri Cunha
9. "Petúlia Petulante" - Iuri Cunha
10. "Polca do Café Forte" - Rodrigo Marsillac
11. "Primeiros Amores" - Rodrigo Marsillac
12. "Príncipe do Café" - Iuri Cunha
13. "Orgulhoso Tortuoso" - Iuri Cunha
14. "O Pulo da Perereca" - Iuri Cunha
15. "Na Mansão" - Rodrigo Marsillac
16. "Bloody Moon" - Iuri Cunha
17. "Café com Leite" - Iuri Cunha
18. "Agonia Solstícia" - Iuri Cunha
19. "Boa Vida no Campo" - Rodrigo Marsillac
20. "Primeiro Beijo" - Iuri Cunha
21. "Lady W" - Iuri Cunha
22. "As Mocinhas do Vale" - Rodrigo Marsillac

### Outras canções
Orgulho e Paixão conta ainda com as seguintes canções:
- "Morada", Sandy
- "Sinônimos", Scarcéus e Paula Fernandes
- "Paixão", Ana Carolina